# Rîlivka, Șepetivka
Rîlivka (în ucraineană Рилівка) este localitatea de reședință a comunei Rîlivka din raionul Șepetivka, regiunea Hmelnîțkîi, Ucraina.

## Demografie
Componența lingvistică a localității Rîlivka
     Ucraineană (97,26%)
     Rusă (2,74%)
Conform recensământului din 2001, majoritatea populației localității Rîlivka era vorbitoare de ucraineană (97,26%), existând în minoritate și vorbitori de rusă (2,74%).